# Saúl Ubaldini
Saúl Edolver Ubaldini (Buenos Aires, 29 de diciembre de 1936-Buenos Aires, 19 de noviembre de 2006) fue un sindicalista argentino, secretario general de la CGT entre 1986 y 1990.

## Biografía

### Juventud y primeras actividades políticas
Saúl Ubaldini nació en el barrio porteño de Mataderos, hijo de un obrero de la carne, trabajó en el frigorífico Lisandro de la Torre y el Frigorífico Wilson, donde inició su carrera gremial como delegado y fue encarcelado durante el gobierno de presidente radical Arturo Illia.
En 1969 ingresó a trabajar en la Compañía Argentina de Levaduras de la ciudad de Buenos Aires y tres años después fue elegido secretario general de la Federación Obrera Cervecera Argentina (FOCA), que por esa época apenas superaba los 6.000 afiliados.
Como la mayoría de los dirigentes sindicales argentinos de esos años, Ubaldini integró desde joven el movimiento peronista que se encontraba ilegalizado desde la dictadura autotitulada desde 1955 y transcurría la etapa conocida como la Resistencia peronista que finalizó con la victoria del Frente Justicialista de Liberación Nacional (FREJULI) en las elecciones presidenciales de marzo de 1973.

### Resistencia a la última dictadura cívico-militar
Durante el autodenominado Proceso de Reorganización Nacional (1976–1983), Ubaldini lideró el ala sindical más dura de resistencia a la dictadura. Integró la Comisión de los 25 (sindicatos de perfil combativo) que fue reconocida por la Confederación Internacional de Organizaciones Sindicales Libres como la central representativa del movimiento obrero argentino. Impulsó la primera huelga general contra la dictadura, el 27 de abril de 1979, motivo por el cual fue detenido, junto a todos los demás miembros de la Comisión de los 25.

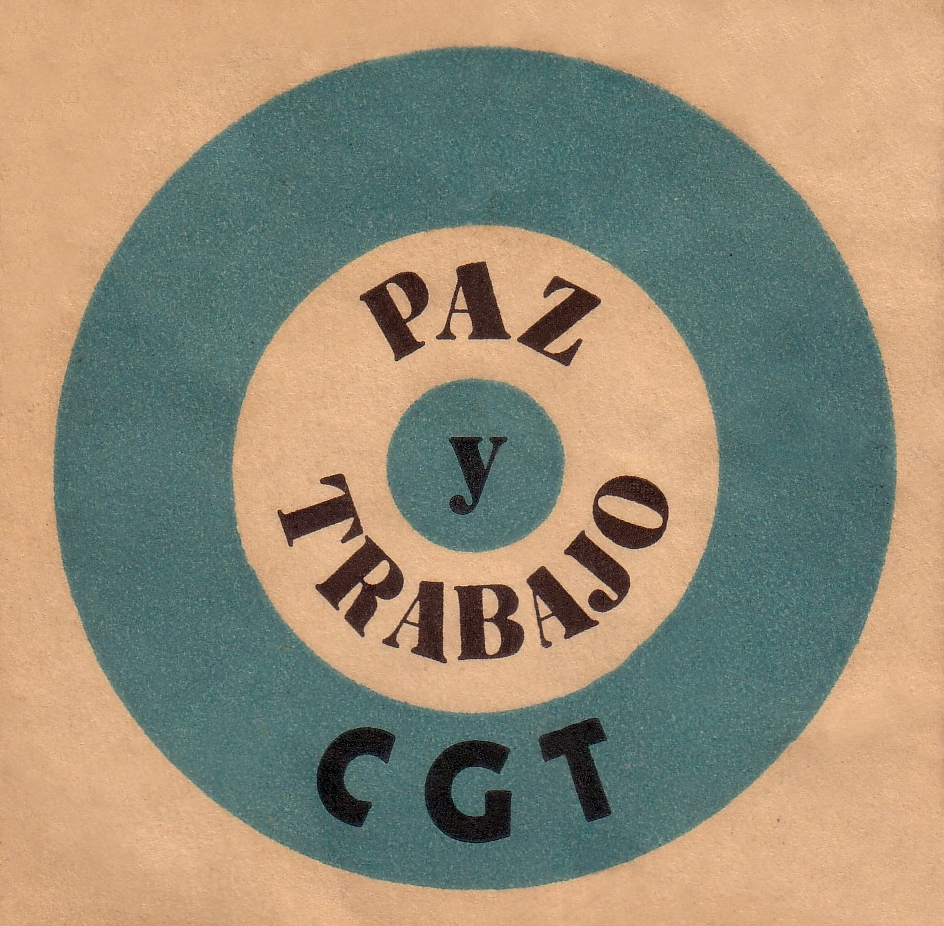
Mariposa de la CGT en la Marcha de San Cayetano, septiembre de 1981.

En septiembre de 1979 forma parte del grupo que constituyó la Central Única de los Trabajadores Argentinos (CUTA), que duró menos de un año. El 15 de noviembre el gobierno militar sancionó una nueva ley sindical (N.º 22.105) prohibiendo que los sindicatos formaran confederaciones y centrales sindicales. Desafiando la ley, al año siguiente la Comisión de los 25 impulsó la recreación de la CGT, a pesar de su ilegalización explícita, bajo el nombre de CGT Brasil, eligiendo a Ubaldini como secretario general.
El 22 de julio de 1981 la CGT Brasil realizó la segunda huelga general y el 7 de noviembre de 1981 organizó una importante movilización a la iglesia de San Cayetano, bajo el lema "Paz y trabajo", que se constituyó en el primer reclamo masivo para terminar con la dictadura militar. El 30 de marzo de 1982 lidera la histórica manifestación a Plaza de Mayo, duramente reprimida, considerada como uno de los hitos de la resistencia civil contra la dictadura.

### Líder de la CGT y actuación durante el alfonsinismo
Al retirarse la dictadura, asumió el gobierno el radical Raúl Alfonsín, quien desde la campaña electoral había mostrado una actitud de enfrentamiento frontal contra los sindicatos, denunciando un supuesto "pacto sindical-militar". Aprovechando la popularidad que le daba su reciente elección como presidente, una de las primeras medidas de Alfonsín fue la llamada "Ley Mucci", un proyecto de ley sindical que el gobierno elaboró unilateralmente e intentó aprobar sin consultar a los sindicatos, como ordena la Organización Internacional del Trabajo. Ubaldini lideró la oposición a la ley y en febrero de 1984, apenas dos meses después del triunfo electoral de Alfonsín, la CGT sorprendió a los observadores convocando una masiva movilización a la Plaza del Congreso. El proyecto sería aprobado por la Cámara de Diputados, pero rechazado por el Senado.
El fracaso del gobierno al intentar imponer esta ley fortaleció la dirigencia de Ubaldini, quien al realizarse el Congreso Normalizador de la CGT y reunificarse la Central, fue elegido secretario general en el año 1986. Ubaldini se opuso a la política económica luego de la renuncia del ministro Bernardo Grinspun, implementada por Alfonsín bajo presión del Fondo Monetario Internacional, que dispuso el congelamiento de salarios y la suspensión de las mesas "paritarias" de los sindicatos y las cámaras empresariales, para negociar colectivamente salarios y condiciones de trabajo. Ubaldini también se opuso a la decisión del gobierno de mantener vigente la ley sindical de la dictadura, cuestionada por la OIT por impedir la libertad sindical, y a la continuación de la intervención de las obras sociales sindicales, que había dispuesto la dictadura.
Ante la negativa del gobierno a negociar, la CGT bajo su conducción realizó trece paros generales contra la política económica del gobierno. Es famoso el contrapunto que sostuvo con Alfonsín, quien dijo aludiendo a Ubaldini, que "el país no está para mantequitas y llorones", a lo que Ubaldini respondió ante una Plaza de Mayo colmada de obreros que: "llorar es un sentimiento, pero mentir es un pecado". Finalmente en 1987, el gobierno de Alfonsín cedió y aceptó negociar con el sindicalismo. El resultado fue la designación del sindicalista peronista Carlos Alderete como su ministro de Trabajo y la elaboración por consenso de una nueva ley sindical (Ley 21.551), que fue aprobada por unanimidad. Como resultado del diálogo entre el gobierno y la CGT, en 1989 Alfonsín convocó a paritarias de las que resultaron los primeros convenios colectivos de trabajo firmados desde 1975.

### Conflictos con el menemismo
En 1989 se realizaron elecciones presidenciales que fueron ganadas por el peronismo con la candidatura de Carlos Menem. Ubaldini apoyó la candidatura de Menem y participó activamente en su campaña electoral durante la que el candidato peronista se comprometió a realizar un "salariazo" que diera inicio a una "revolución productiva". Pero una vez asumido Menem realizó una alianza con el principal partido de la derecha antiperonista, la UCedé, dirigido por Álvaro Alsogaray, e inició una política económica siguiendo la línea neoliberal del Consenso de Washington y el Fondo Monetario Internacional, centrado en las privatizaciones y la desregulación de los mercados (incluyendo el mercado de trabajo), de signo opuesto al que establecía el programa partidario. Años después, cuando era interrogado por la prensa sobre su apoyo inicial a Menem, Ubaldini solía responder:

No me arrepiento porque voté una plataforma de la cual era partícipe porque la realizamos en su momento sobre la base 26 puntos de la CGT. Revolución productiva, salariazo, defensa de las empresas públicas
Saúl Ubaldini.

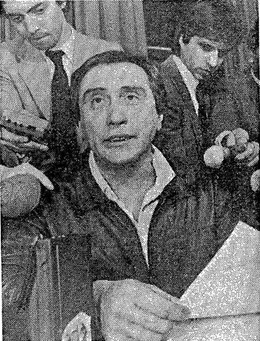
Saúl Ubaldini, secretario general de la CGT-RA anunciando la realización de un paro general de 24 horas en repudió a la política económico-social del gobierno militar de facto. Septiembre de 1983.

Ubaldini adoptó entonces una postura fuertemente crítica al "menemismo", razón por la cual en 1990 el gobierno presionó con éxito para que fuera desplazado de la Secretaría General de la CGT. En 1991 se presentó como candidato a gobernador de la Provincia de Buenos Aires, siendo derrotado por Eduardo Duhalde. Fue en esta etapa, cuando en enero de 1993 conoció a quien sería su segunda esposa Margarita Muñoz y con quien tuvo dos hijos, María Eva y Nicolás Ubaldini. Su vida privada la hizo pública junto a ella cuando se casaron legalmente en octubre de 1996. Anteriormente tuvo otro matrimonio del que nacieron dos hijos, Saúl Edólver y Juan Pablo Ubaldini, pero siempre destacaba Ubaldini que su divorcio databa de muchos años antes de conocer a su segunda esposa.
El 1 de febrero de 1994 fue uno de los dirigentes que formó el Movimiento de los Trabajadores Argentinos (MTA), integrado por más de treinta y cinco sindicatos de la CGT localizado centralmente en sectores industriales y del transporte privado, que buscó obligar al gobierno encabezado por Carlos Menem a restablecer el rol privilegiado del sindicalismo en el interior del gobierno y aplicar una política económica nacionalista.

### Últimos años y fallecimiento
En 1997 fue elegido diputado nacional por el Partido Justicialista, cumpliendo mandato hasta 2001, resultando reelecto ese año hasta 2005. En mayo de 2006 fue contratado como asesor del Ministerio de Planificación Federal, Inversión Pública y Servicios, encabezado por Julio de Vido, durante la presidencia de Néstor Kirchner.
Ubaldini murió de cáncer de pulmón el 19 de noviembre de 2006. Ya en su lecho de muerte Raúl Alfonsín lo llamó para ver cómo estaba, y el exlíder gremialista dijo que estaba arrepentido de haber hecho peligrar la democracia con tantos paros y movilizaciones. Sus restos fueron velados en el Congreso de la Nación.